# Kursko (jezioro)
Kursko – jezioro w Polsce, położone w województwie lubuskim, w powiecie międzyrzeckim, w gminie Międzyrzecz, w Bruździe Zbąszyńskiej.

## Położenie i opis
Jezioro położone jest w zachodniej części powiatu międzyrzeckiego, na terenie Bruzdy Zbąszyńskiej. Otoczenie akwenu stanowią przeważnie pola uprawne i podmokłe łąki, wyjątek stanowi południowy brzeg z przewagą lasów. Roślinność wodna w 1996 roku zajmowała 92,1% linii brzegowej jeziora. Dno zbiornika jak i linia brzegowa są monotonne. Nad północnym brzegiem jeziora znajduje się przysiółek wsi Gorzyca – Zamostowo, zaś nad południowo-zachodnim leży wieś Kursko. Przez jezioro, z południa na północ, przepływa rzeka Jeziorna. Szerokość cieku pozwala na swobodny dostęp do położonego na północ jeziora Długiego. W pobliżu południowego brzegu wiedzie linia kolejowa nr 364, wykorzystywana od 2013 roku wyłącznie dla ruchu towarowego.
Akwen charakteryzuje się żyznymi wodami i ma skłonność do długich i obfitych zakwitów. Zanieczyszczenie wód zbiornika w głównej mierze spowodowane zostało przyjmowaniem przez lata ścieków poprodukcyjnych z gorzelni w Kursku.

## Hydronimia
Jezioro pojawia się w źródłach w 1482 roku – początkowo jako lacum Wyelkyegyeszyoro, a następnie: Lukomin (1565), jeziorka Lukomina (1565), Wielgie (1576), Kurziger S. (1839), Jezioro Kurskie (1983). Obecna nazwa została wprowadzona 17 września 1949 roku. Państwowy rejestr nazw geograficznych jako nazwę urzędową jeziora podaje Kursko, nie wymieniając żadnych nazw obocznych.

## Morfometria
Według danych Instytutu Rybactwa Śródlądowego powierzchnia zwierciadła wody jeziora wynosi 71,3 ha, natomiast A. Choiński, poprzez planimetrowanie na mapach 1:50 000, określił wielkość jeziora na 75,0 ha. Jeziorna jednolita część wód powierzchniowych ma powierzchnię 75 ha.
Średnia głębokość zbiornika wodnego to 4,3 m, a maksymalna – 8,5 m. Objętość jeziora wynosi 3038,5 tys. m³. Maksymalna długość jeziora to 1570 m, a szerokość 680 m. Długość linii brzegowej wynosi 4150 m.
Według Atlasu jezior Polski (red. J. Jańczak, 1996) oraz numerycznego modelu terenu udostępnionego przez Geoportal lustro wody znajduje się na wysokości 41,3 m n.p.m.
Według Mapy Podziału Hydrograficznego Polski leży na terenie zlewni dziewiątego poziomu Zlewnia jez. Kursko. Identyfikator MPHP to 187895273.

## Zagospodarowanie
W systemie gospodarki wodnej jezioro tworzy jednolitą część wód o kodzie PLLW10381. Administratorem wód jeziora jest Regionalny Zarząd Gospodarki Wodnej w Poznaniu. Utworzył on obwód rybacki, który obejmuje między innymi wody jeziora Długiego, Kursko oraz Młyńskiego (Obwód rybacki Jeziora Długie na cieku Struga Jeziorna – Nr 3). Gospodarkę rybacką na jeziorze prowadzi Gospodarstwo Rybackie Międzyrzecz.
Ze względu na znaczne zanieczyszczenie i brak dogodnych miejsc kąpielowych zabudowa rekreacyjna nad jeziorem jest nikła. Istnienie szerokiego cieku łączącego jezioro Kursko z Jeziorem Długim sprawia, że akwen jest odwiedzany przez turystów uprawiających sporty wodne.

## Czystość wód i ochrona środowiska
W wyniku badań z 2007 roku oceniono, że wody jeziora mieściły się w III klasie czystości. Niska jakość wód wynikała z wysokiego stężenia fosforu całkowitego, fosforanów, chlorofilu A oraz silnego obciążenia wód materią organiczną, co wpływało na wysoki wskaźnik BZT.
Badania z 2019 roku zaliczyły wody jeziora do wód o słabym stanie ekologicznym, co odpowiada IV klasie jakości. Wskaźnikiem, który zadecydował o czwartej klasie, był stan makrozoobentosu, podczas gdy stan makrofitów i fitoplanktonu oceniono jako umiarkowany, a stan fitobentosu jako dobry. W tym samym roku stan chemiczny wód określono jako poniżej dobrego, a jedynym elementem przekraczającym normę była zawartość PBDE w tkankach ryb. Przeźroczystość wód została określona na 0,7 metra.
Kursko zostało zakwalifikowane jako podatne na degradujące wpływy zewnętrzne, w związku z czym zostało zaliczone do III kategorii podatności na degradację. Oznacza to, że jest to jezioro o słabych warunkach naturalnych. Negatywny wpływ na ten wskaźnik mają niewielka głębokość średnia, niski wskaźnik stratyfikacji termicznej, niski współczynnik Schindlera, duży procent wymiany wód w ciągu roku (460%) oraz położenie akwenu w zróżnicowanym otoczeniu pól uprawnych, łąk i lasów.
Jezioro znajduje się na obszarze chronionego krajobrazu o nazwie Dolina Obry.